# Republika Partenopejska
Republika Partenopejska, także: Republika Neapolitańska – krótko istniejące państwo na Półwyspie Apenińskim. Republika została proklamowana w Neapolu 23 stycznia 1799 przez francuskiego generała J.-E. Championneta, po wcześniejszym pokonaniu przez jego oddziały wojsk Królestwa Sycylii i odebraniu mu południowej części Półwyspu Apenińskiego. Stolicą państwa był Neapol.
Na terenie kraju działała wierna królowi Sycylii antyfrancuska armia pod dowództwem kardynała Fabrizio Dionigi Ruffo. Wsparta przez flotę turecką 13 czerwca 1799 odbiła Neapol. Kontrofensywę armii francuskiej powstrzymało 24 czerwca lądowanie floty brytyjskiej pod dowództwem admirała Horatio Nelsona. W ciągu 4 dni jego armia zajęła republikę.
8 lipca 1799 do Neapolu powrócił król Ferdynand Burbon, co oznaczało faktyczny kres istnienia Republiki Partenopejskiej.